# 千軒駅

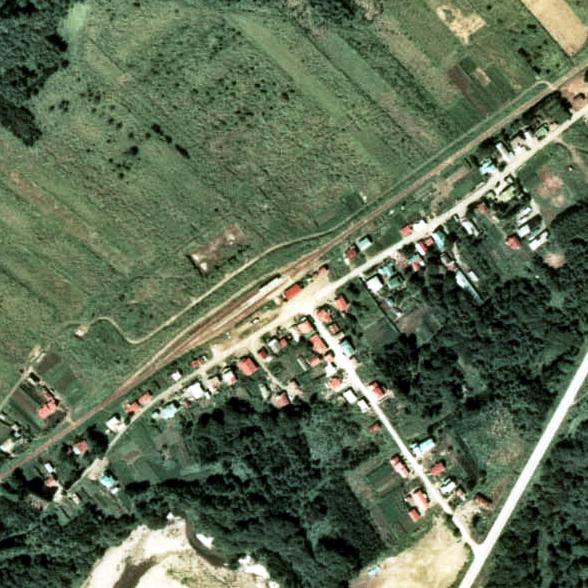
1976年の千軒駅と周囲約500 m範囲。左が松前方面。島式ホーム1面2線の他、駅裏に留置線が敷かれている。駅舎とホーム間にはかつては貨物積卸線が敷かれていたが、この写真の時点では函館方が切られて、駅舎横松前側にある既に使用を止めた貨物ホームまでの保線用引込線となっていた。

千軒駅（せんげんえき）は、北海道（渡島支庁）松前郡福島町字千軒にかつて設置されていた、北海道旅客鉄道（JR北海道）松前線の駅（廃駅）である。電報略号はセケ。事務管理コードは▲141504。

## 歴史

### 年表
- 1938年（昭和13年）10月21日：国有鉄道福山線渡島知内駅 - 当駅間の開通に伴い、碁盤坂駅（ごばんざかえき）として開業[2][3]。一般駅[4]。
- 1942年（昭和17年）11月1日：当駅 - 渡島吉岡駅間の開通に伴い、中間駅となる[2][3]。
- 1949年（昭和24年）6月1日：日本国有鉄道法施行に伴い、日本国有鉄道（国鉄）に継承。
- 1953年（昭和28年）11月8日：福山線が松前線に改称[2][3]。
- 1970年（昭和45年）12月12日：出札・改札業務を停止し、旅客業務については無人化され、簡易委託駅となる。但し、運転要員は継続配置。
- 1971年（昭和46年）4月26日：貨物の取り扱いを廃止[4]。
- 1972年（昭和47年）3月15日：千軒駅に改称[3][5]。
- 1984年（昭和59年）2月1日：荷物の取り扱いを廃止[4]。
- 1987年（昭和62年）4月1日：国鉄分割民営化に伴い、日本国有鉄道から北海道旅客鉄道（JR北海道）に継承[4]。
- 1988年（昭和63年）2月1日：松前線の全線廃止に伴い、廃駅となる[2][3]。

### 駅名の由来
当駅が所在した地名より。地名は、近辺に存在する山「大千軒岳」の名前に由来する。1628年（寛永5年）、この山に金鉱が開かれ、開発で千軒の人家があったためにこの名になったという。

## 駅構造
廃止時点で、島式ホーム1面2線を有する地上駅で、列車交換が可能な駅であった。その他に上り線側に副本線（側線扱い）、下り線側に松前方から分岐してレール末端部分には枕木による車止めが設置された行き止まりの側線を1線有していた。この側線に接して、旧貨物ホームが残存していた。
最終営業日まで、無人駅扱いの運転取り扱い要員のみが配置されていた駅であった。乗車券類の販売は、簡易委託化されていた。駅舎はホームの東南側に位置し、構内踏切で連絡した。ホームは砂利敷きであった。

## 利用状況
- 1981年度（昭和56年度）の1日乗降客数は43人[6]。

## 駅周辺
- 国道228号
- 千軒簡易郵便局
- 大千軒岳 - 駅から北西に約8 km[6]。地名・駅名の由来となった山である。
- 福島峠

## 駅跡
駅舎と駅構内施設は撤去され、2010年（平成22年）時点では、駅跡地に登山者用の休憩施設が設置されている。

## 隣の駅
北海道旅客鉄道（JR北海道）
松前線
湯ノ里駅 - 千軒駅 - 渡島福島駅